# Jules Amez-Droz
Jules Amez-Droz (ur. 30 czerwca 1921 w Zurychu, zm. w sierpniu 2012) – szwajcarski szermierz, brązowy medalista mistrzostw świata.
Podczas mistrzostw świata w Brukseli w 1953 roku Szwajcarzy w składzie: Jules Amez-Droz, Richard Amstad, Michel Evéquoz, Umberto Menegalli, Fernand Thiébaud i Mario Valota zdobyli brązowy medal w zawodach drużynowych. Był to jego jedyny medal wywalczony w zawodach tego cyklu.
Wystartował na igrzyskach olimpijskich w Helsinkach w 1952 roku, gdzie w szabli indywidualnej odpadł w ćwierćfinałach, a drużynowo odpadł w pierwszej rundzie. Brał też udział w igrzyskach olimpijskich w Rzymie w 1960 roku startował w szpadzie, indywidualnie docierając do ćwierćfinałów, a w drużynie zajmując piąte miejsce.